# Vuurtoren van Rose Blanche
De vuurtoren van Rose Blanche (Engels: Rose Blanche Lighthouse) is een vuurtoren in de Canadese provincie Newfoundland en Labrador. De toren bevindt zich op een prominente locatie bovenop een steile landtong aan de rand van Rose Blanche, een dorp aan de zuidkust van het eiland Newfoundland. Het is een van de enige overblijvende granieten vuurtorens op het eiland.

## Geschiedenis

### Bouw
Het oorspronkelijke verlichtingsapparaat was gebaseerd op een ontwerp van de Schotse firma D. and T. Stevenson dat eveneens gebruikt werd voor andere vuurtorens op Newfoundland en in het Verenigd Koninkrijk. De architect was Robert Oake of J.T. Neville. In 1871 vatte de bouw door lokale arbeidskrachten aan met graniet uit een nabijgelegen groeve. De toren inclusief vuurtorenwachterswoning waren afgewerkt eind 1873. De Engelsman John A. Roberts, de eerste vuurtorenwachter, stak de lamp voor het eerst officieel aan op 1 januari 1874. Oorspronkelijk had de vuurtoren een dioptrische lens van de 4e orde die bij helder weer tot 13 zeemijl (24 km) ver kon gezien worden.

### Teloorgang
In 1939 werd de vuurtoren ernstig beschadigd tijdens een uitzonderlijk hevig storm. In 1946 was het gebouw zodanig verslechterd dat het uit gebruik genomen werd en als vervanger ernaast een simpele houten toren met automatisch licht kreeg. In oktober 1957 stortte het verwaarloosde gebouw vrijwel volledig in. Enkel de toren zelf bleef – zij het beschadigd – overeind doordat de granieten draaitrap in de muur verwerkt was en daardoor extra stevigheid voorzag. De houten vuurtoren werd begin jaren 1960 vervangen door een metalen skeletconstructie met automatisch licht, totdat deze in de jaren 1980 uit gebruik genomen werd en op de landtong enkel een ruïne overbleef.

### Heropbouw en erkenning
In 1988 stipte de Southwest Coast Development Association de op dat moment tot ruïne verworden vuurtoren van Rose Blanche aan als een mogelijke toeristische attractie. Na de mogelijkheden te onderzoeken werd er in 1992 CA$ 36.000 uitgetrokken voor een studie. In 1996 begon de heropbouw van de vuurtoren met financiële steun van onder andere Human Resources Development Canada en het Strategical Regional Diversification Agreement. Er werd grotendeels gewerkt met graniet van het ingestorte gebouw, maar een deel werd ook door speciaal daarvoor opgeleide buurtbewoners in 1997 zelf ontgonnen uit de historische nabijgelegen groeve.
Eind 1997 was de heropbouw van de buitenkant afgewerkt, waarna er begonnen werd aan een volledige laat-19e-eeuwse restauratie van de binnenkant met zowel antieke voorwerpen als replica's. In 1999 was de restauratie afgerond en was ook de onmiddellijke omgeving verfraaid met bijvoorbeeld picknickfaciliteiten, wandelpaden en een nagebouwde granieten waterput. Het volledige project kostte uiteindelijk CA$ 1,5 miljoen.
Het enige wat nog ontbrak was een lichtbaken. In 2002 schonk de Canadese kustwacht daarom een fresnellens van de 6e orde aan Rose Blanche. Op 3 augustus 2002 trad het licht van de granieten vuurtoren voor het eerst in meer dan een halve eeuw in werking.
Op 7 september 2002 erkende de erfgoedorganisatie van Newfoundland en Labrador de vuurtoren van Rose Blanche als een registered heritage structure. Het was de eerste vuurtoren die die eer te beurt viel. De vuurtoren van Rose Blanche is in de 21e eeuw een belangrijke toeristische locatie aan Newfoundlands zuidwestkust.

## Galerij

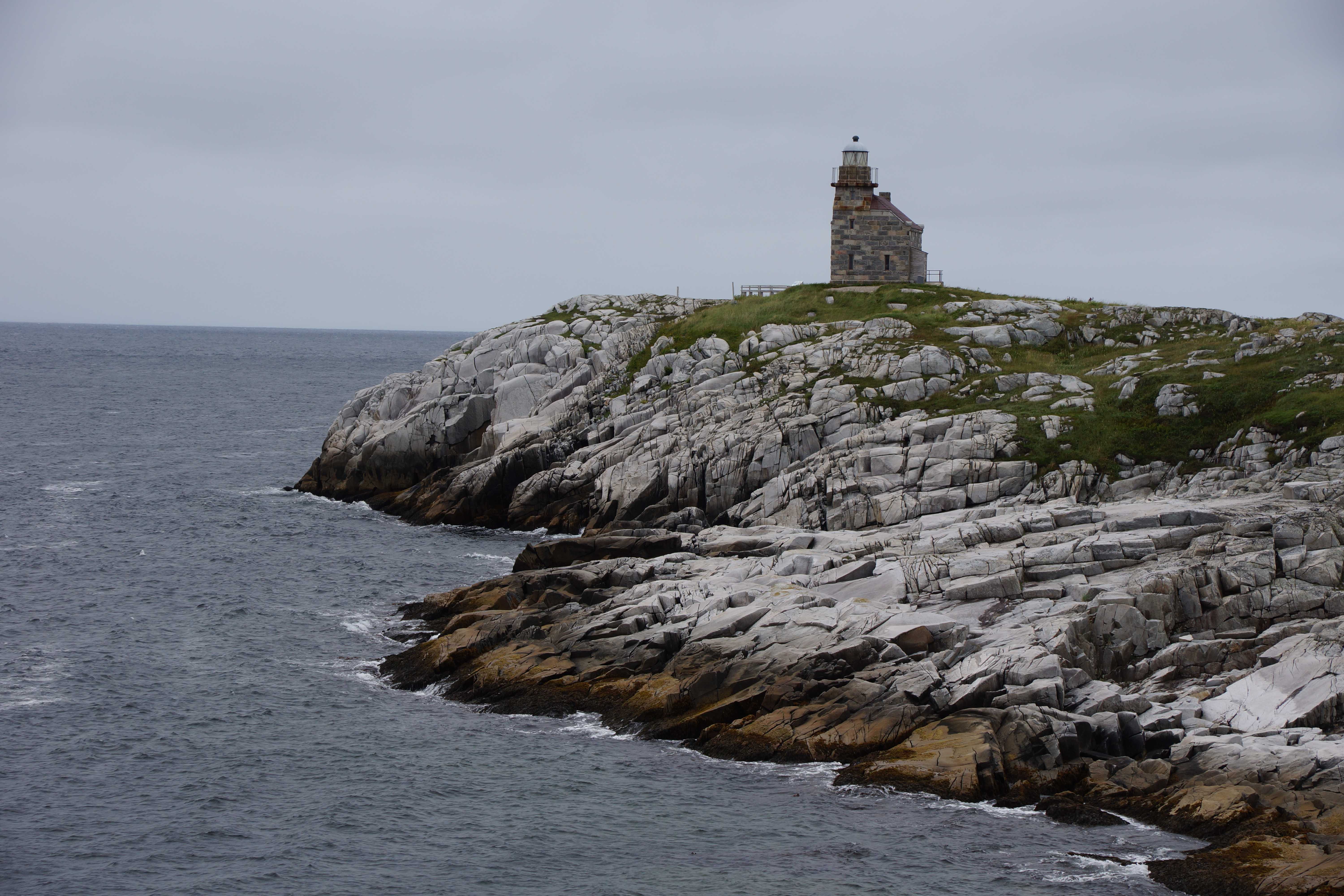
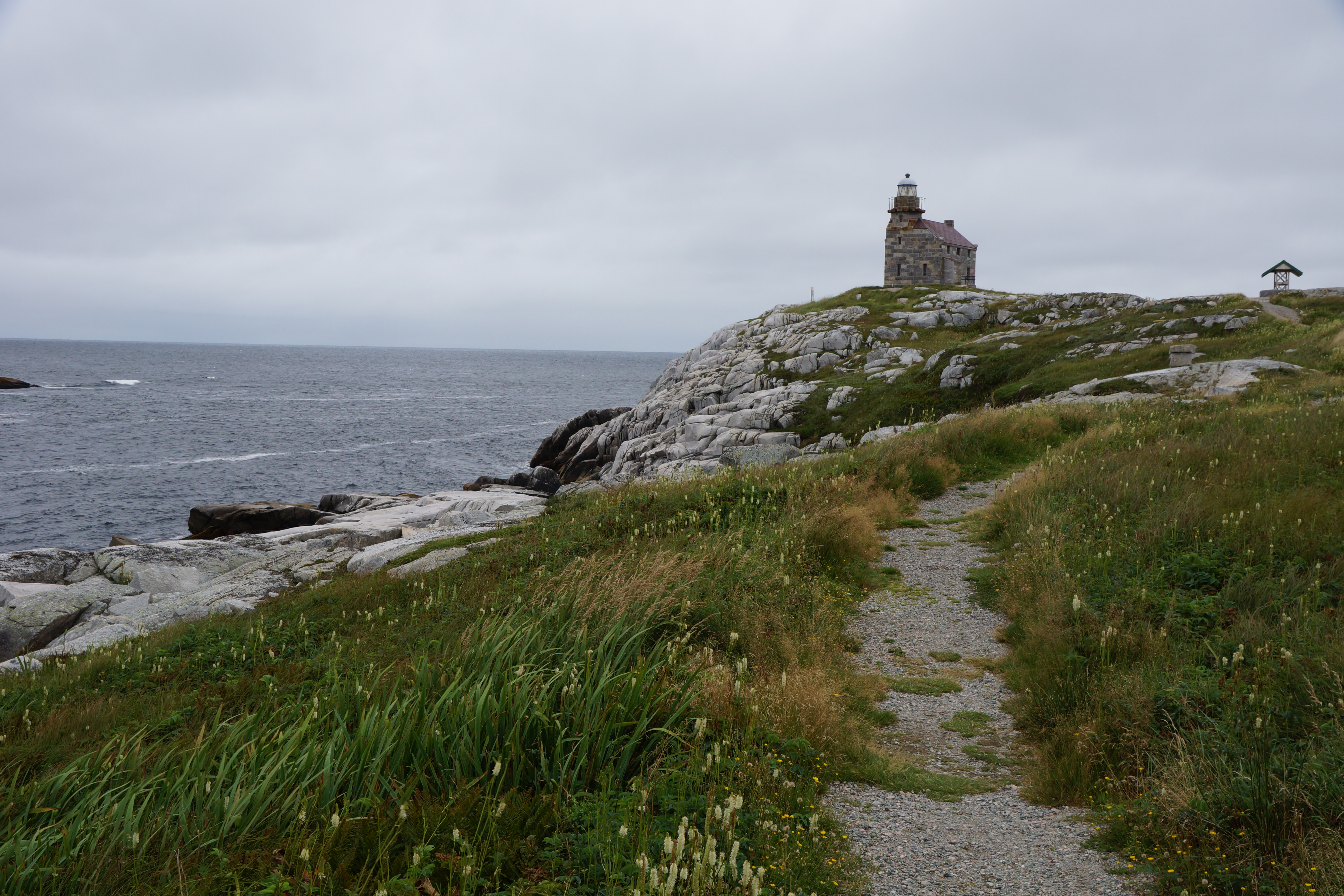